# Gare de Monts
Gare de Monts – przystanek kolejowy w Monts, w departamencie Indre i Loara, w Regionie Centralnym, we Francji.
Jest przystankiem kolejowym Société nationale des chemins de fer français (SNCF), obsługiwanym przez pociągi TER Poitou-Charentes i TER Centre.